# Oriental (Carolina do Norte)
Oriental é uma cidade  localizada no estado norte-americano de Carolina do Norte, no Condado de Pamlico.

## Demografia
Segundo o censo norte-americano de 2000, a sua população era de 875 habitantes.
Em 2006, foi estimada uma população de 830, um decréscimo de 45 (-5.1%).

## Geografia
De acordo com o United States Census Bureau tem uma área de
3,6 km², dos quais 3,0 km² cobertos por terra e 0,6 km² cobertos por água. Oriental localiza-se a aproximadamente 2 m acima do nível do mar.

## Localidades na vizinhança
O diagrama seguinte representa as localidades num raio de 20 km ao redor de Oriental.